# زرقان البوفاضل (ويس)
زرقان البوفاضل (بالفارسية: ابوفاضل) هي منطقة سكنية تقع في إيران في قسم ويس الريفي. يقدر عدد سكانها بـ 1505 نسمة بحسب إحصاء 2016.